# Châu Phong Hòa
Châu Phong Hòa (* 14. August 1985 in Cao Lãnh) ist ein vietnamesischer ehemaliger Fußballspieler.

## Karriere
Châu stand von 2003 bis 2008 bei FC Đồng Tháp unter Vertrag und war auch in der vietnamesischen Nationalmannschaft aktiv. Der Verteidiger wurde 2006 mit Đồng Tháp Meister in der zweiten Liga und stieg in die V-League auf. Zwischen 2009 und 2010 spielte er bei Becamex Bình Dương, 2011 wechselte er zu Vissai Ninh Bình FC. Dort kam er auf 14 Einsätze.
Mit der vietnamesischen Nationalmannschaft nahm Châu an der Fußball-Asienmeisterschaft 2007 teil, bei der Vietnam als Co-Gastgeber fungierte. Er erreichte mit der Mannschaft das Viertelfinale, in dem man dem Irak mit 0:2 unterlag.